# Aramis (Etiópia)
Aramis é uma povoado e sítio arqueológico situado na kilil (região) de Afar, Etiópia, onde foram encontrados restos de Australopithecus e Ardipithecus (A. ramidus), localizado na latitude e longitude de 10° 30′ N, 40° 30′ L.
Arqueólogos incluem o local da descoberta próximo ao povoado como parte da região do Médio Awash. Estudos tafonômicos e palinológicos revelaram evidências de uma rica flora e fauna fósseis, incluindo muitas sementes de Canthium, um gênero encontrado principalmente em bosques e florestas africanas. Além disso, fósseis de macacos colobinos e antas de tamanho médio sugerem que a Aramis pré-histórica pode ter sido úmida, fechada e arborizada, ao passo que atualmente o Médio Awash é uma das regiões mais secas, quentes e inabitáveis do mundo.
Em 1992 e 1993, uma equipe liderada por Tim D. White encontrou um total de 17 espécimes fósseis de hominídeos em Aramis. Esses fósseis foram datados em 4,4 milhões de anos (Ma), 500.000 anos antes dos fósseis de Australopithecus afarensis mais antigos encontrados no leste do Médio Awash. Essa descoberta foi publicada na primeira página do New York Times e, posteriormente, foi proposto um novo gênero e espécie de hominídeos, o Ardipithecus ramidus.